# Romana Bobrowska
Gosia Bobrowska, właśc. Romana Jastrzębiec-Bobrowska, z domu Kysiak, primo voto Belczyk (ur. 28 lutego 1933 we Lwowie, zm. 6 października 2009 w Krakowie) – polska  reżyserka radiowa, związana z Polskim Radiem.

## Życiorys
Nazwisko panieńskie Krysiak. W 1966 roku ukończyła Studium Nauk Społecznych na wydziale Filozoficznym, a potem w 1977 roku studia magisterskie na filologii polskiej w Wyższej Szkole Pedagogicznej im. Komisji Edukacji Narodowej w Krakowie. 
Z wykształcenia filolog i polonistka. Całe swoje życie zawodowe związała z pracą dla Radia Kraków. Pracę tę rozpoczęła w 1952 roku, kiedy po wygranym konkursie w dziale informacyjno-publicystycznym, następnie w dziale literackim jako realizator, a potem reżyser reżyserowała słuchowiska radiowe według dzieł literackich takich autorów, jak: Stanisław Wyspiański, Joseph Conrad, Karol Hubert Rostworowski, słuchowiska poetyckie takich poetów, jak: Wisława Szymborska, Bolesław Leśmian, Konstanty Ildefons Gałczyński i Zbigniew Herbert.

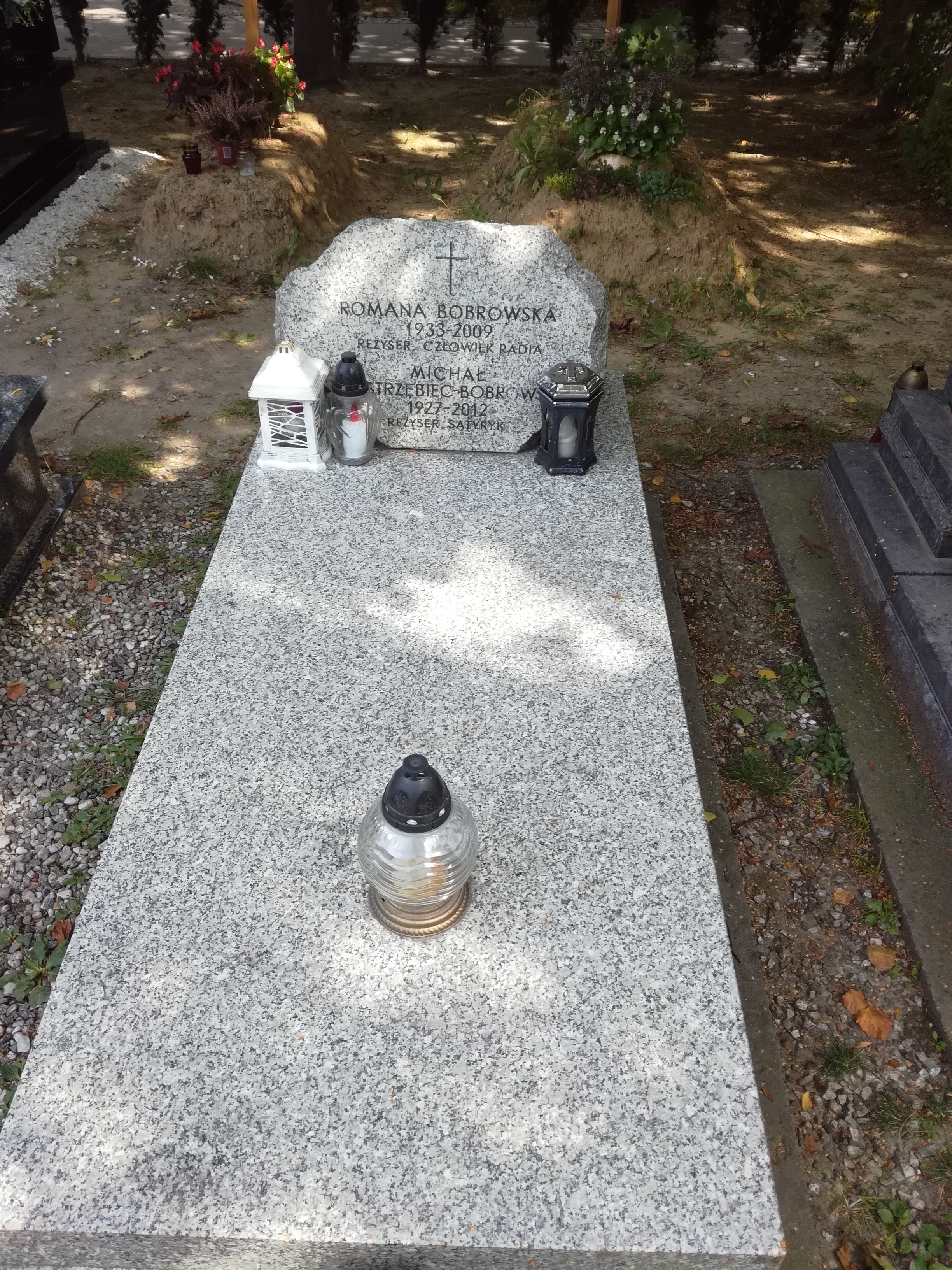
Grób Michała i Romany Bobrowskich na cmentarzu Rakowickim

## Nagrody i wyróżnienia
- Złoty Mikrofon[2]
- Nagroda Miasta Krakowa (1984)
- Nagroda za adaptację scenariusza za słuchowisko Szach-Mat Tomasza Stokowskiego na IV Krajowym Festiwalu Teatru Polskiego Radia i Teatru TVP „Dwa Teatry - Sopot 2004”[2]
- Rekomendacja na Festiwalach „Dwa Teatry” w Sopocie w latach 2005 i 2006 dla słuchowisk „Chrystus z Löbetal” Leszka Wołosiuka i „Mojry” według Marka Sobola[2]

Została pochowana w alei zasłużonych krakowskiego cmentarza Rakowickiego.
Dla upamiętnienie jej osoby i dzieła Radio Kraków przyznaje od 2011 Radiową Nagrodę im. Romany Bobrowskiej.